# Monumentul mareșalului Konev din Praga
Monumentul mareșalului Konev a fost inaugurat în districtul Praga 6, în cartierul Bubenč, în Piața Interbrigády, lângă strada Partizanul Iugoslav, la 9 mai 1980, în amintirea istorică a Mareșalului sovietic Ivan S. Konev și a trupelor Frontului I Ucrainean al Armatei Roșii care au salvat Praga de la distrugere de către naziști în timpul insurecției de Praga.

## Istorie

### Inaugurare
Monumentul a fost ridicat pe 9 mai 1980 în Piața Interbrigády din Praga, atunci în Republica Socialistă Cehoslovacă. 
La crearea acestui monument au participat sculptorii cehoslovaci Zdeněk Krybus (autorul statuii) și Vratislav Růžička (autorul monumentului). 

### Reparații
În 2018, monumentul a fost restaurat și au fost adăugate informații noi care clarifică rolul Primului Front Ucrainean în eliberarea Boemiei și o amintire a rolului lui Konev în reprimarea brutală a răscoalei din Ungaria  din 1956, la soluția crizei Berlinului din 1961 și în invazia Cehoslovaciei din 1968. Au fost adăugate tăblițe noi cu informații cu ocazia aniversării invaziei Cehoslovaciei la 21 august.  
Ambasada Rusiei și doi istorici cehi au pus în discuție rolul menționat anterior al mareșalului în 1968. Acesta ar fi condus delegația de informații în mai 1968, dar raportul ei aparent nu a fost decisiv și nu se știe cum Konev a abordat planul de invazie al Cehoslovaciei.

### Vandalism
De-a lungul anilor existenței sale, monumentul a fost vandalizat în mod repetat. Ultimul astfel de incident a avut loc în august 2019, la a 51-a aniversare a intrării trupelor din țările Pactului de la Varșovia în Cehoslovacia. Oameni necunoscuți au aruncat pe monument vopsea roșie și au scris pe placa memorială: „Nu mareșalului pătat cu sânge, să nu uităm”. Primarul districtului Praga 6, Ondřej Kolář a refuzat să aloce fonduri pentru curățarea monumentului, spunând: „ Este clar că este luna august. Konev este din nou roșu, ca în fiecare an. În ultimii ani, am cheltuit sute de mii de coroane din bugetul Praga 6 pentru curățarea, repararea și restaurarea acestuia. Vom vorbi din nou cu rușii și îi vom invita să mute monumentul pe teritoriul ambasadei lor. Până când nu vor lua o poziție constructivă și vor continua să spună fraze în spiritul normalizării despre „rescrierea istoriei”, statuia va rămâne necurată.”
Ambasada Rusiei în Republica Cehă a numit incidentul un act de vandalism și a trimis o notă de protest Ministerului de Externe ceh. Ministerul de externe din Cehia a regretat incidentul. Cu această ocazie, a avut loc o anchetă a poliției.

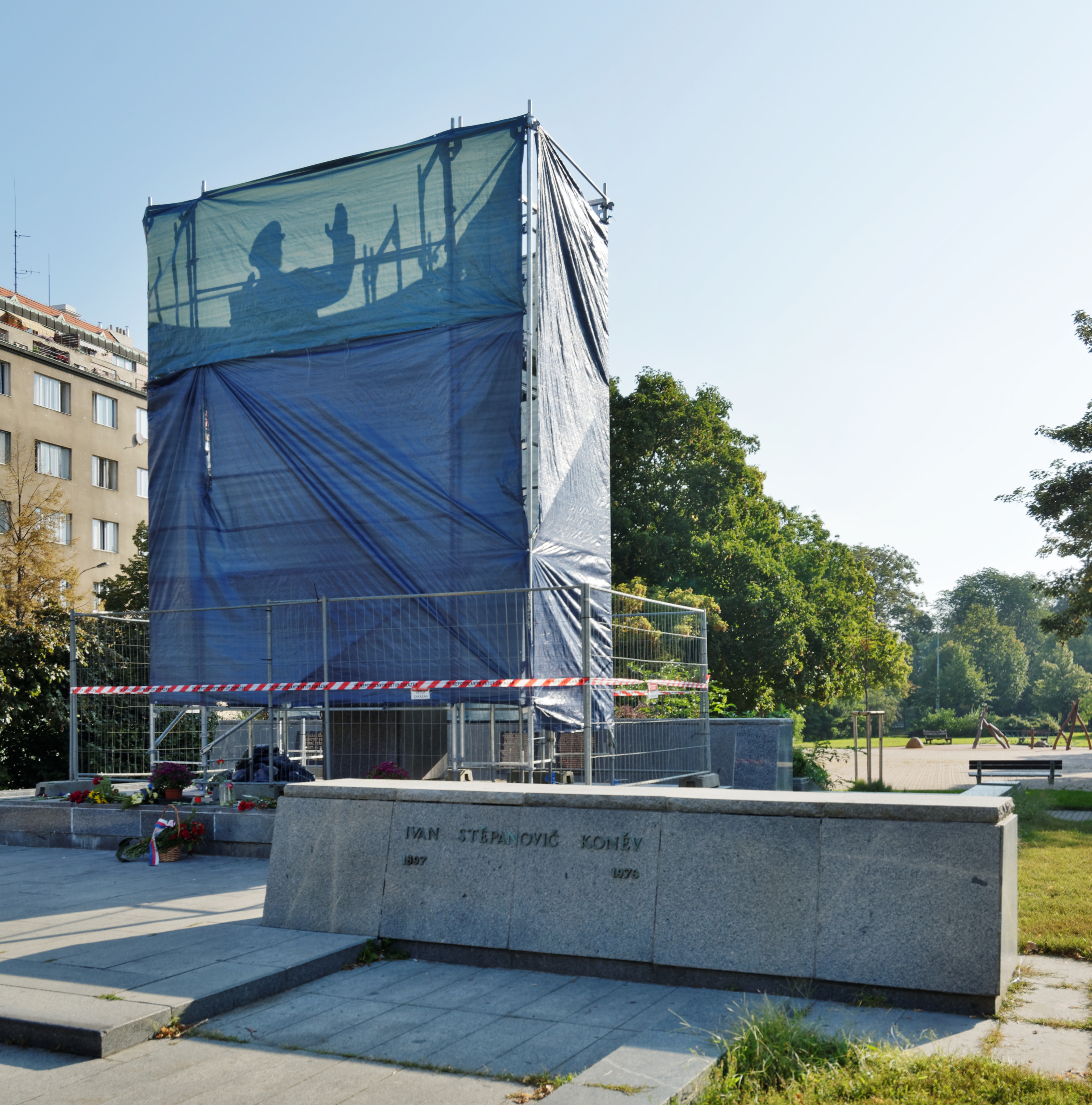
Monumentul acoperit al Mareșalului Konev. Praga, 2019.

Vineri, 30 august 2019, la prânz, printr-un ordin al autorităților urbane din Praga 6, în calitate de proprietar al monumentului, în jurul monumentului au fost instalate schele, pe care a fost fixată o prelată care a acoperit sculptura. Purtătorul de cuvânt din Praga 6, Ondrej Sramek, a explicat că „în acest moment este singura modalitate eficientă de a proteja statuia de atacuri de vandalism”. Vineri și sâmbătă, s-au făcut trei încercări de înlăturare a prelatei: în aceeași vineri, activistul Jiří Černohorský, fondatorul asociației Onoare, libertate, respect, a fost primul care a remarcat acest lucru.  Districtul orașului a pictat preventiv statuia cu vopsea anti-graffiti, a acoperit-o din nou, ore în șir, cu prelata și a cerut poliției un control sporit în jurul statuii. Doi tineri, în vârstă de 22 și 23 de ani, în stare de ebrietate ușoară până la moderată, au făcut o altă încercare de a îndepărta prelata de pe statuie. În toate aceste cazuri, polițiștii orașului au intervenit și au reținut persoanele în cauză, dar poliția nu a comentat dacă acțiunile lor se califică drept infracțiune. Schelele au fost scoase marți seara, 3 septembrie 2019.

### Demontare și reacții
La 12 septembrie 2019, consiliul districtului a decis ca statuia Mareșalului să fie înlăturată, transferată la muzeu și să fie ridicat un monument dedicat eliberatorilor din Praga  . 
La 3 aprilie 2020, monumentul a fost demontat.  Acest lucru s-a întâmplat în timpul stării de urgență pe fondul răspândirii COVID-19 în țară. Primarul districtului Praga 6 Ondřej Kolář a lăsat următorul mesaj pe pagina sa de Facebook care leagă demontarea monumentului de lupta împotriva COVID-19: „Nu avea o mască. Regulile sunt aceleași pentru toată lumea. Puteți ieși afară doar purtând o mască sau alte mijloace care vă acoperă gura și nasul."
La 8 aprilie, ministrul rus al Apărării, Serghei Șoigu, i-a trimis omologului său ceh Lubomir Metnar o scrisoare în care îi solicită predarea monumentului; „Vă cer să înapoiați cât mai repede cu putință monumentul Federației Ruse. Așteptăm de la voi informații cu privire la locul și ora transferării acestuia. Dacă rezolvarea acestei probleme necesită cheltuieli financiare, suntem gata să le plătim în totalitate”. Datorită demontării monumentului mareșalului Konev, Comitetul de investigare al Rusiei a deschis un dosar penal în conformitate cu aliniatul 3 din articolul 354.1 din Codul Penal al Federației Ruse „Profanarea simbolurilor gloriei militare a Rusiei, săvârșită în mod public”.
Cu toate acestea, Jan Pesek, purtătorul de cuvânt al Ministerului Apărării al Republicii Cehe, a explicat în răspunsul său că „monumentul nu este al nostru și, prin urmare, nu ne putem întâlni cu partea rusă. Nu putem da ceea ce nu ne aparține. Aceasta nu este o înmormântare militară. Monumentul este proprietatea [districtului] Praga-6”. Potrivit declarației reprezentantului Ministerului de Externe ceh Zuzana Stihova: „demontarea monumentului nu încalcă niciunul dintre tratatele internaționale existente între Republica Cehă și Rusia”. Un tratat ruso-ceh din 1993 obligă partea cehă să aibă grijă de monumentele militare ruse de pe teritoriul său.